# Liste der Kulturgüter in Plasselb
Die Liste der Kulturgüter in Plasselb enthält alle Objekte in der Gemeinde Plasselb im Kanton Freiburg, die gemäss der Haager Konvention zum Schutz von Kulturgut bei bewaffneten Konflikten, dem Bundesgesetz vom 20. Juni 2014 über den Schutz der Kulturgüter bei bewaffneten Konflikten sowie der Verordnung vom 29. Oktober 2014 über den Schutz der Kulturgüter bei bewaffneten Konflikten unter Schutz stehen.
Objekte der Kategorie A sind im Gemeindegebiet nicht ausgewiesen, Objekte der Kategorie B sind vollständig in der Liste enthalten, Objekte der Kategorie C fehlen zurzeit (Stand: 1. Januar 2024). Unter Übrige Baudenkmäler sind zusätzliche geschützte Objekte zu finden, die im Planungs- und Baureglement der Gemeinde aufgeführt und nicht bereits in der Liste der Kulturgüter enthalten sind.

## Kulturgüter
| Foto |                                                                           | Objekt                                         | Kat. | Typ | Standort                       | Beschreibung |
| ---- | ------------------------------------------------------------------------- | ---------------------------------------------- | ---- | --- | ------------------------------ | ------------ |
| BW   | Datei hochladen · Wikidata zu Bauernhaus von Niklaus Ruffieux (Q29697362) | Bauernhaus von Niklaus Ruffieux KGS-Nr.: 13294 | B    | G   | Dorfstrasse 21 585813 / 176092 |              |
| ja   | Datei hochladen · Wikidata zu Pfarrkirche St. Martin (Q29697388)          | Pfarrkirche St. Martin KGS-Nr.: 13295          | B    | G   | Dorfstrasse 5 585735 / 176059  |              |
| BW   | Datei hochladen · Wikidata zu Bauernhaus (Q29697374)                      | Bauernhaus KGS-Nr.: 13296                      | B    | G   | Neuhaus 2 585842 / 177095      |              |

## Übrige Baudenkmäler
| ID | Foto |                 | Objekt                         | Typ | Standort                      | Beschreibung |
| -- | ---- | --------------- | ------------------------------ | --- | ----------------------------- | ------------ |
| 1  |      | Datei hochladen | Pfarrhaus (2. Viertel 19. Jh.) | G   | Koordinaten fehlen! Hilf mit. |              |
| 2  |      | Datei hochladen | Wirtshaus (Ende 18. Jh.)       | G   | Koordinaten fehlen! Hilf mit. |              |
| 03 |      | Datei hochladen | Kapelle (1805)                 | G   | Neuhaus                       |              |
| 5  |      | Datei hochladen | Bauernhaus (19. Jh.)           | G   | Weiermatt                     |              |
| 6  |      | Datei hochladen | Bauernhaus (um 1800)           | G   | Moos                          |              |
| 7  |      | Datei hochladen | Bauernhaus (Mitte 19. Jh.)     | G   | Weiermatt                     |              |
| 8  |      | Datei hochladen | Bauernhaus (um 1800)           | G   | Fura                          |              |
| 9  |      | Datei hochladen | Bauernhaus (1799/1800)         | G   | Tschüppleren                  |              |
| 10 |      | Datei hochladen | Bauernhaus (1729)              | G   | Obere March                   |              |
| 11 |      | Datei hochladen | Bauernhaus (1753)              | G   | Spittelvorsass                |              |
| 12 |      | Datei hochladen | Ofenhaus (um 1800)             | G   | Obere March                   |              |
| 13 |      | Datei hochladen | Speicher (Mitte 17. Jh.)       | G   | Neuhaus                       |              |
| 14 |      | Datei hochladen | Wohnhaus (19. Jh.)             | G   | Neuhaus                       |              |
| 16 |      | Datei hochladen | Bauernhaus (1766)              | G   | Neuhaus                       |              |

Legende: Siehe Legende der Liste der Kulturgüter von nationaler und regionaler Bedeutung. Anstelle der KGS-Nummer wird als Objekt-Identifikator (ID) die Inventarnummer im Planungs- und Baureglement der Gemeinde verwendet.